# 新博爾

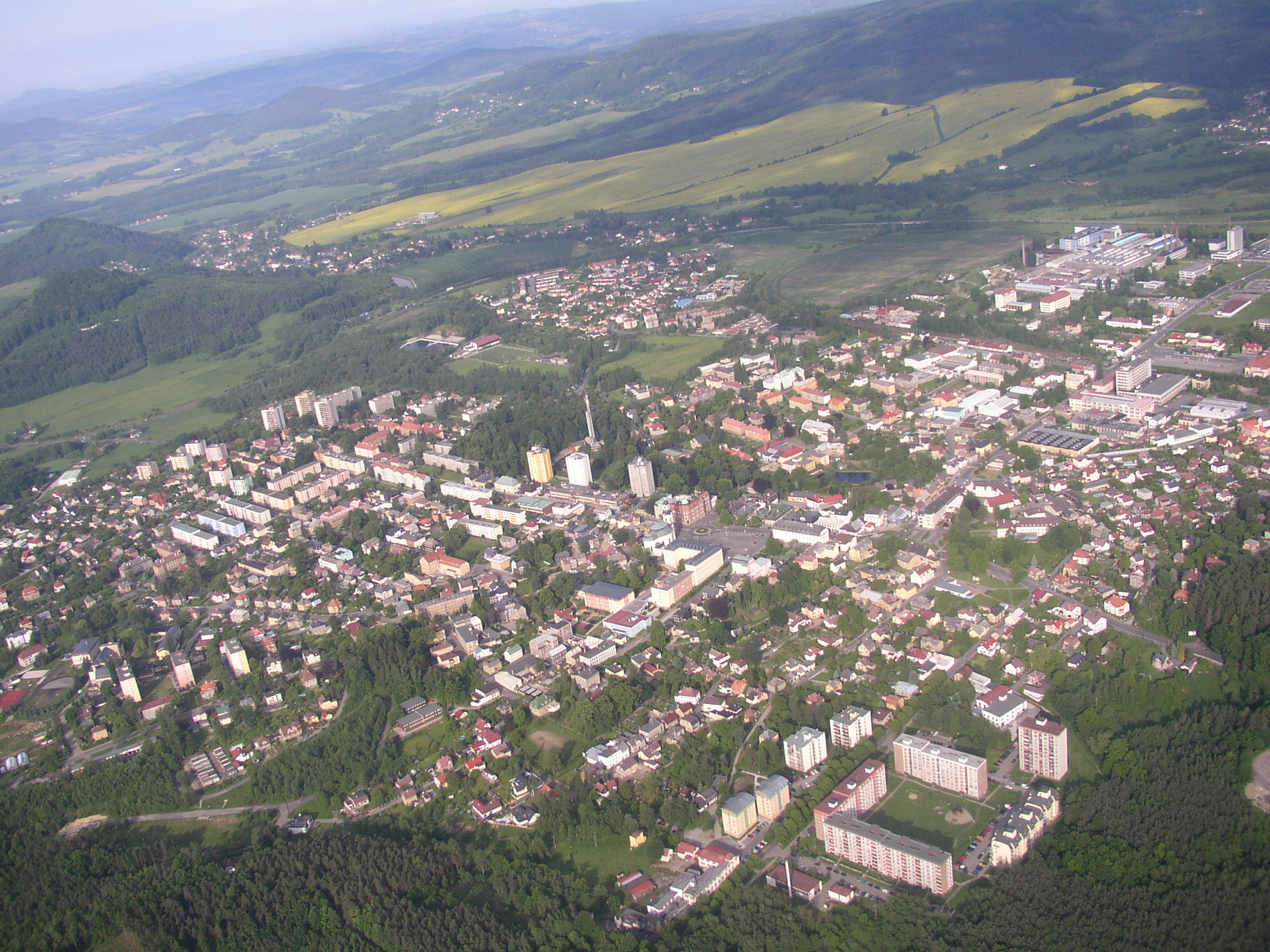

新博爾是捷克的城鎮，位於該國北部，由利貝雷茨州負責管轄，面積19.45平方公里，海拔高度365米，每年降雨量800至1,000毫米，該鎮以玻璃業聞名，2006年人口12,343。

## 外部連結
- Municipal website (in Czech) （页面存档备份，存于）
- Culture in Nový Bor and Česká Lípa （页面存档备份，存于） (cz)